# Boris Naujoks

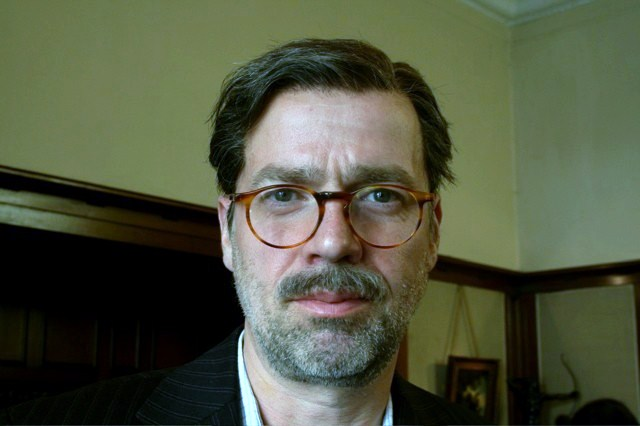
Boris Naujoks 2007

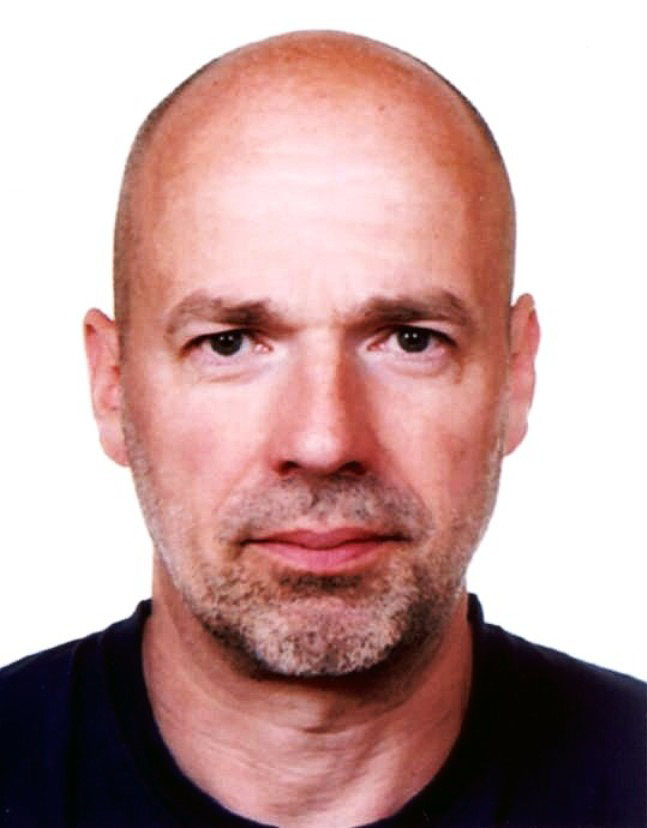
Boris Naujoks 2010

Boris Naujoks (* 8. März 1960 in Leipzig) ist ein deutscher Dramaturg und Autor.

## Leben
Nach einer Ausbildung zum Drucker war Naujoks Regieassistent bei der DEFA, absolvierte ein Regiestudium an der Hochschule für Film und Fernsehen Babelsberg und arbeitete unter der Intendanz von Leander Haußmann als Dramaturg am Schauspielhaus Bochum. Naujoks lebt in Berlin und Moskau.

## Drehbücher
- 2001: Denk ich an Deutschland – Die Durchmacher
- 2005: Polly Blue Eyes[1]
- 2005: Kabale und Liebe[2]
- 2019: Man from Beirut

## Veröffentlichungen
- Leander Haußmann, Boris Naujoks: Die wahre Geschichte von Kabale und Liebe. Kiepenheuer & Witsch, Köln 2007,  ISBN 978-3-462-03736-4.
- Boris Naujoks: Donezk. Independently published, 2019, ISBN 979-8-6225-4376-0.

## Darsteller
- 2007: Warum Männer nicht zuhören und Frauen schlecht einparken als Pfarrer
- 2008: Robert Zimmermann wundert sich über die Liebe als Regisseur Fritteur
- 2013: Hai-Alarm am Müggelsee als Herr Kopke